# Yaacov Hodorov
Yaacov Hodorov (hebräisch יעקב חודורוב; * 16. Juni 1927 in Rischon leTzion; † 31. Dezember 2006 in Jerusalem) war ein israelischer Fußballspieler. Er war der erste Torwart der israelischen Fußballnationalmannschaft nach der Staatsgründung Israels im Jahr 1948.
Bis 1964 stand er 31 Mal im Tor der Nationalmannschaft. Er wurde von vielen Israelis als Volksheld angesehen. Aufgrund seiner Leistungen bei der WM-Qualifikation gegen Wales gehörte Hodorov 1957 zu den Top 5 der besten Keeper. In diesem Spiel, das Israel am Ende mit 0:2 verlor, ließ er sich nicht auswechseln, obwohl er sich schon zu Beginn die Nase gebrochen hatte. Mit einer gebrochenen Hand spielte er bei der Qualifikation für die Olympischen Spiele vor 70.000 Zuschauern in Tel Aviv gegen die Sowjetunion. Auch dieses Spiel verlor seine Mannschaft mit 1:2.
1957 gewann Hodorov mit seinem Verein Hapoel Tel Aviv den Ligapokal, drei Jahre später auch den Landespokal.
2006 wurde ihm für seine Leistungen die höchste Auszeichnung Israels, der Israel-Preis, verliehen.